# Macau (Gironda)
Macau (en francès Macau) és un municipi francès situat al departament de la Gironda i a la regió de la Nova Aquitània.

## Demografia
| 1962                                       | 1968  | 1975  | 1982  | 1990  | 1999  | 2007  |
| ------------------------------------------ | ----- | ----- | ----- | ----- | ----- | ----- |
| 1.801                                      | 2.017 | 2.065 | 2.349 | 2.648 | 2.890 | 3.278 |
| Des de 1962: població sense dobles comptes |       |       |       |       |       |       |

## Administració
| Període   | Identitat                | Partit |
| --------- | ------------------------ | ------ |
| 2001-2008 | Jean-Claude Verges       |        |
| 2008-     | Chrystel Colmont-Digneau |        |